# FC Baník Ostrava
FC Baník Ostrava is een Tsjechische voetbalclub uit Ostrava. Ze spelen in de Fortuna liga. In het seizoen 2005/06 werden ze in de eerste ronde in de UEFA Cup uitgeschakeld door sc Heerenveen. In het seizoen 2015/16 degradeerde Baník voor het eerst sinds de splitsing van Tsjecho-Slowakije in Tsjechië en Slowakije uit de Synot liga, het hoogste niveau in Tsjechië. Na één jaar dwong de club promotie af en keerde terug naar wat nu de HET liga heette.

## Erelijst
| Internationaal                          |    |                                          |
| Mitropacup                              | 1× | 1989                                     |
| Mitropa Supercup                        | 1× | 1989                                     |
| Intertoto Cup                           | 6× | 1970, 1974, 1976, 1979, 1985, 1988, 1989 |
| Nationaal tot 1993                      |    |                                          |
| Landskampioen Tsjecho-Slowakije         | 3× | 1975/76, 1979/80, 1980/81                |
| Winnaar Beker van Tsjecho-Slowakije     | 4× | 1972/73, 1977/78, 1978/79, 1990/91       |
| Winnaar Beker van Tsjechië (1969-1993)  | 4× | 1972/73, 1977/78, 1978/79, 1990/91       |
| Finalist Beker van Tsjechië (1969-1993) | 2× | 1974/75, 1991/92                         |
| Nationaal vanaf 1993                    |    |                                          |
| Landskampioen Tsjechië                  | 1× | 2003/04                                  |
| Winnaar Beker van Tsjechië              | 1× | 2004/05                                  |
| Finalist Beker van Tsjechië             | 2× | 2003/04, 2005/06                         |

## Naamsveranderingen
- 1922 – Opgericht als SK Slezská Ostrava (Sportovní klub Slezská Ostrava)
- 1945 – SK Ostrava (Sportovní klub Ostrava)
- 1948 – JTO Sokol Trojice Ostrava (Jednotná tělovýchovná organizace Trojice Ostrava)
- 1951 – JTO Sokol OKD Ostrava (Jednotná tělovýchovná organizace Sokol Ostravsko-karvinské doly Ostrava)
- 1952 – DSO Baník Ostrava (Dobrovolná sportovní organizce Baník Ostrava)
- 1961 – TJ Baník Ostrava (Tělovýchovná jednota Baník Ostrava)
- 1970 – TJ Baník Ostrava OKD (Tělovýchovná jednota Baník Ostrava Ostravsko-karvinské doly)
- 1990 – FC Baník Ostrava (Football Club Baník Ostrava, a.s.)
- 1994 – FC Baník Ostrava Tango (Football Club Baník Ostrava Tango, a.s.)
- 1995 – FC Baník Ostrava (Football Club Baník Ostrava, a.s.)
- 2003 – FC Baník Ostrava Ispat (Football Club Baník Ostrava Ispat, a.s.)
- 2005 – FC Baník Ostrava (Football Club Baník Ostrava, a.s.)

## Eindklasseringen vanaf 1994 (grafiek)
| 3 |

| 12 |

| 12 |

| 10 |

| 4 |

| 5 |

| 11 |

| 14 |

| 6 |

| 5 |

| 1 |

| 7 |

| 6 |

| 7 |

| 3 |

| 9 |

| 3 |

| 14 |

| 14 |

| 14 |

| 10 |

| 14 |

| 16 |

| 2 |

| 13 |

| 5 |

| 6 |

| 8 |

| 5 |

| 11 |

| 4 |

| 3 |

| Fortuna liga | Fotbalová národní liga | ČFL / MSFL |

## FC Baník Ostrava in Europa
FC Baník Ostrava speelt sinds 1959 in diverse Europese competities. Hieronder staan de competities en in welke seizoenen de club deelnam. De editie die Banik heeft gewonnen is dik gedrukt:
- Champions League (1x)

2004/05
- Europacup I (3x)

1976/77, 1980/81, 1981/82
- Europa League (2x)

2010/11, 2025/26
- Conference League (2x)

2024/25, 2025/26
- Europacup II (3x)

1973/74, 1978/79, 1991/92
- UEFA Cup (10x)

1974/75, 1979/80, 1982/83, 1983/84, 1985/86, 1989/90, 1990/91, 2004/05, 2005/06, 2008/09
- Jaarbeursstedenbeker (1x)

1969/70
- Mitropacup (8x)

1959, 1960, 1962, 1963, 1968, 1969, 1985, 1989

## Met FC Baník Ostrava verbonden

### Bekende (oud-)spelers
- Milan Baroš
- David Bystroň
- Tomáš Galásek
- Marek Jankulovski
- Luděk Mikloško
- Michal Pančík
- Tomáš Řepka
- Marek Špilár
- Pavel Vrba
- Dušan Vrťo
- Matěj Vydra

### (Oud-)trainers
- Pavel Vrba (2022)
- Pavel Hapal (2022-....)

## FC Baník Ostrava „B“
FC Baník Ostrava „B“ is het tweede elftal van de club. Het komt in het seizoen 2024/25 uit in de Fotbalová národní liga, het tweede niveau van het Tsjechische voetbal. 

## Vrouwen
De vrouwenafdeling van de club, FC Baník Ostrava ženy, speelt in de I. liga žen.